# Smicridea bulbosa
Smicridea bulbosa is een schietmot uit de familie Hydropsychidae. De soort komt voor in het Neotropisch gebied.